# Federica Testa
Federica Testa (ur. 27 sierpnia 1993 w Mediolanie) – włoska łyżwiarka figurowa reprezentująca Słowację, startująca w parach tanecznych z Lukášem Csölleyem. Uczestniczka mistrzostw Europy i świata, medalistka zawodów z cyklu Challenger Series, brązowa medalistka zimowej uniwersjady (2015), mistrzyni Włoch (2011) oraz trzykrotna mistrzyni Słowacji (2014, 2015, 2017). Zakończyła karierę amatorską w lipcu 2016 roku.

## Osiągnięcia

### Z Lukášem Csölleyem (Słowacja)

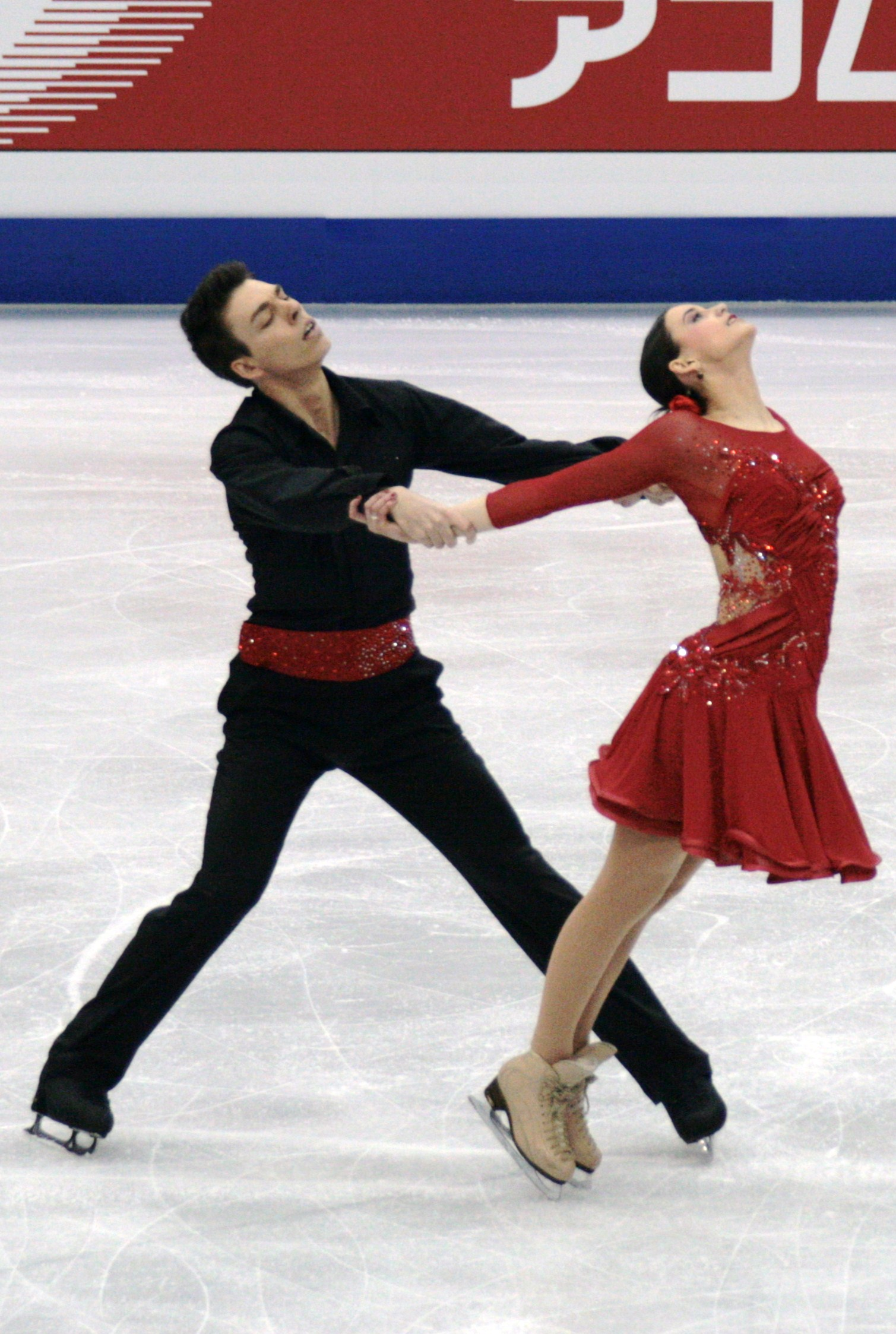
Testa i Csölley na mistrzostwach świata 2012

| Zawody                        | 11–12          | 12–13          | 13–14          | 14–15          | 15–16          | 16–17          |                |                |                |                |                |                |                |                |                |                |                |
| Międzynarodowe                | Międzynarodowe | Międzynarodowe | Międzynarodowe | Międzynarodowe | Międzynarodowe | Międzynarodowe | Międzynarodowe | Międzynarodowe | Międzynarodowe | Międzynarodowe | Międzynarodowe | Międzynarodowe | Międzynarodowe | Międzynarodowe | Międzynarodowe | Międzynarodowe | Międzynarodowe |
| ----------------------------- | -------------- | -------------- | -------------- | -------------- | -------------- | -------------- | -------------- | -------------- | -------------- | -------------- | -------------- | -------------- | -------------- | -------------- | -------------- | -------------- | -------------- |
| Mistrzostwa świata            | 27             | 26             | 23             | 15             | 14             |                |                |                |                |                |                |                |                |                |                |                |                |
| Mistrzostwa Europy            |                | 17             | 12             | 8              | 8              |                |                |                |                |                |                |                |                |                |                |                |                |
| GP Cup of China               |                |                |                |                | 4              |                |                |                |                |                |                |                |                |                |                |                |                |
| GP Skate America              |                |                |                | 7              |                |                |                |                |                |                |                |                |                |                |                |                |                |
| GP Skate Canada International |                |                |                |                |                | WD             |                |                |                |                |                |                |                |                |                |                |                |
| GP Trophée de France          |                |                |                |                |                | WD             |                |                |                |                |                |                |                |                |                |                |                |
| CS Memoriał Ondreja Nepeli    |                |                |                | 3              | 4              |                |                |                |                |                |                |                |                |                |                |                |                |
| CS Tallinn Trophy             |                |                |                |                | 2              |                |                |                |                |                |                |                |                |                |                |                |                |
| CS Volvo Open Cup             |                |                |                | 1              |                |                |                |                |                |                |                |                |                |                |                |                |                |
| CS Warsaw Cup                 |                |                |                | 1              |                |                |                |                |                |                |                |                |                |                |                |                |                |
| Bavarian Open                 | 6              |                |                |                |                |                |                |                |                |                |                |                |                |                |                |                |                |
| Crystal Skate of Romania      |                | 4              |                |                |                |                |                |                |                |                |                |                |                |                |                |                |                |
| Golden Spin Zagrzeb           |                | 8              |                |                |                |                |                |                |                |                |                |                |                |                |                |                |                |
| Ice Challenge                 |                | 9              |                |                |                |                |                |                |                |                |                |                |                |                |                |                |                |
| Memoriał Ondreja Nepeli       |                | 6              | 4              |                |                |                |                |                |                |                |                |                |                |                |                |                |                |
| Memoriał Pavla Romana         |                | 5              |                |                |                |                |                |                |                |                |                |                |                |                |                |                |                |
| Nebelhorn Trophy              |                |                | 9              |                |                |                |                |                |                |                |                |                |                |                |                |                |                |
| New Year's Cup                |                | 2              |                |                |                |                |                |                |                |                |                |                |                |                |                |                |                |
| Volvo Open Cup                |                |                | 4              |                |                |                |                |                |                |                |                |                |                |                |                |                |                |
| Zimowa Uniwersjada            |                |                | 4              | 3              |                |                |                |                |                |                |                |                |                |                |                |                |                |
| Krajowe                       |                |                |                |                |                |                |                |                |                |                |                |                |                |                |                |                |                |
| Mistrzostwa Słowacji          | 1              |                | 1              | 1              |                |                |                |                |                |                |                |                |                |                |                |                |                |

### Z Christopherem Mior (Włochy)
| Zawody             | 09–10          | 10–11          |                |                |                |                |                |                |                |                |                |                |                |                |                |                |                |
| Międzynarodowe     | Międzynarodowe | Międzynarodowe | Międzynarodowe | Międzynarodowe | Międzynarodowe | Międzynarodowe | Międzynarodowe | Międzynarodowe | Międzynarodowe | Międzynarodowe | Międzynarodowe | Międzynarodowe | Międzynarodowe | Międzynarodowe | Międzynarodowe | Międzynarodowe | Międzynarodowe |
| ------------------ | -------------- | -------------- | -------------- | -------------- | -------------- | -------------- | -------------- | -------------- | -------------- | -------------- | -------------- | -------------- | -------------- | -------------- | -------------- | -------------- | -------------- |
| Mistrzostwa Europy | 22             | 18             |                |                |                |                |                |                |                |                |                |                |                |                |                |                |                |
| Finlandia Trophy   |                | 5              |                |                |                |                |                |                |                |                |                |                |                |                |                |                |                |
| Mont Blanc Trophy  | 3              |                |                |                |                |                |                |                |                |                |                |                |                |                |                |                |                |
| NRW Trophy         | 6              |                |                |                |                |                |                |                |                |                |                |                |                |                |                |                |                |
| Trophy of Lyon     |                | 2              |                |                |                |                |                |                |                |                |                |                |                |                |                |                |                |
| Krajowe            |                |                |                |                |                |                |                |                |                |                |                |                |                |                |                |                |                |
| Mistrzostwa Włoch  | 3              | 1              |                |                |                |                |                |                |                |                |                |                |                |                |                |                |                |

### Z Andreą Malnati (Włochy)
| Mistrzostwa Włoch | 4 J | 2 J |